# Ұ (кирилиця)
Ұ, ұ — кирилична літера, 29-та літера казахської абетки, утворена від Ү. 
Літеру було введено в 1957 року замість Ӯ. Позначає звук u або ʊ. 